# 서청주우체국
서청주우체국(西淸州郵遞局)은 대한민국 충청북도 청주시 흥덕구 복대동에 있는 충청북도 청주시 서원구 및 흥덕구를 관할하는 충청지방우정청 소속의 우체국이다.

## 기본 정보
- 우편번호 : 361-271
- 주소 :  대한민국 충청북도 청주시 흥덕구 죽천로 109

## 연혁
- 2005년 5월 23일: 서청주우체국 개국
- 2011년 5월 16일: 오송생명과학단지출장소 신설[1]
- 2014년 7월 4일: 충북대학교우체국, 서원대학교우체국, 한국교원대학교우체국 폐국[2]
- 2014년 7월 7일: 충북대학교우편취급국, 한국교원대학교우편취급국 개국[2]
- 2015년 7월 20일: 우편구역을 다음과 같이 고시[3]

| 배달국         | 배달구역                              | 구역번호 |
| -------------- | ------------------------------------- | --- |
| 서청주우체국   | 청주시 흥덕구, 서원구 전지역          | 28100 ~ 28103 28110 ~ 28111 28113 ~ 28114 28122 28155 ~ 28177 28300 ~ 28303 28355 ~ 28477 28547 ~ 28710 28790 ~ 28805 |
| 청주남이우체국 | 서원구 남이면 · 현도면, 상당구 문의면 | 28178 ~ 28185 28206 ~ 28218                                                                                           |

- 2020년 9월 28일 : 청주복대1동우체국 폐국[4]

## 관할 우체국
| 우체국명                 | 사진 | 주소                                                  | 비고                  |
| ------------------------ | ---- | ----------------------------------------------------- | --------------------- |
| 강내우체국               |      | 충청북도 청주시 흥덕구 강내면 가로수로 554-1          |                       |
| 서원대학교우체국         |      | 충청북도 청주시 흥덕구 무심서로 377-3                 | 2014년 7월 4일 폐국   |
| 오송생명과학단지출장소   |      | 충청북도 청주시 흥덕구 오송읍 오송생명2로 187(연제리) | 2011년 5월 16일 신설  |
| 오송우체국               |      | 충청북도 청주시 흥덕구 오송읍 가로수로 188-9(오송리)  |                       |
| 청주가경동우체국         |      | 충청북도 청주시 흥덕구 풍년로 107-2(가경동)           |                       |
| 청주강서동우체국         |      | 충청북도 청주시 흥덕구 가로수로1154번길 5-16          |                       |
| 청주개신동우체국         |      | 충청북도 청주시 서원구 경신로 43(개신동)              |                       |
| 청주공단우편취급국       |      | 충청북도 청주시 흥덕구 내수동로 28(복대동)            |                       |
| 청주남이우체국           |      | 충청북도 청주시 서원구 남이면 청남로 1201(외천리)     |                       |
| 청주복대1동우체국        |      | 충청북도 청주시 흥덕구 진재로47번길 12-2(복대동)      | 2020년 9월 28일 폐국  |
| 청주복지우편취급국       |      | 충청북도 청주시 서원구 호국로3번길 3-16(모충동)       | 2002년 11월 25일 이전 |
| 청주봉명동우체국         |      | 충청북도 청주시 흥덕구 직지대로 604(봉명동)           |                       |
| 청주분평동우체국         |      | 충청북도 청주시 서원구 월평로 80(분평동)              |                       |
| 청주사직동우체국         |      | 충청북도 청주시 서원구 호국로 107(사직동)             |                       |
| 청주사창동우체국         |      | 충청북도 청주시 서원구 사직대로 143(사창동)           |                       |
| 청주수곡1동우체국        |      | 충청북도 청주시 서원구 구룡산로 309(수곡동)           |                       |
| 청주수곡동우체국         |      | 충청북도 청주시 서원구 청남로 2026 (수곡동)           |                       |
| 청주옥산우체국           |      | 충청북도 청주시 흥덕구 옥산면 옥산시내1길 28(오산리)  |                       |
| 청주운천동우체국         |      | 충청북도 청주시 흥덕구 사운로 231(운천동)             |                       |
| 청주운천아파트우편취급국 |      | 충청북도 청주시 흥덕구 1순환로 453(신봉동)            |                       |
| 청주지방법원우체국       |      | 충청북도 청주시 서원구 산남로62번길 51                |                       |
| 청주하이닉스우편취급국   |      | 충청북도 청주시 흥덕구 대신로 215(향정동)             | 2002년 8월 1일 신설   |
| 충북대학교우체국         |      | 충청북도 청주시 흥덕구 내수동로 52                    | 2014년 7월 4일 폐국   |
| 충북대학교우편취급국     |      | 충청북도 청주시 서원구 충대로 1                       | 2014년 7월 7일 신설   |
| 한국교원대학교우체국     |      | 충청북도 청원군 강내면 태성탑연로 250                 | 2014년 7월 4일 폐국   |
| 한국교원대학교우편취급국 |      | 충청북도 청주시 흥덕구 강내면 태성탑연로 250(다락리)  | 2014년 7월 7일 신설   |
| 현도우체국               |      | 충청북도 청주시 서원구 현도면 청남로 368(선동리)      |                       |

## 조직
- 금융영업과
- 우편물류과
  - 물류실
- 경영지도실
- 우편영업과
- 지원과
  - 당직실
- 소포영업과